# منور جزنی
منور (باگدالووا) جَزَنی (۱۳۰۱–۱۳۹۲) مترجم ایرانی و استاد بازنشستهٔ زبان روسی دانشگاه تهران بود. آبتین گلکار او را در کنار صفرعلی فرسادمنش دو ستون اصلی آموزش آکادمیک زبان روسی در ایران می‌داند.

## آثار
- ماجراهای کارآگاه کلوچه و دستیارش شیرمال به دنبال رد پا، ادوارد اوسپنسکی، ترجمهٔ صوفیا محمودی و منور (باگدالووا) جزنی، تهران: نخستین.
- عجایب هفت و سی‌وهفت‌گانه، ماژیکو ایگور فسوالودوویچ، ترجمهٔ منور باگدالوا و پروانه فخام‌زاده، تهران: بازتاب‌نگار.